# Jona Lendering
Jona Lendering   (Beneden-Leeuwen, 29 d'octubre de 1964) és un historiador neerlandès i autor de llibres sobre antiguitat, història holandesa i gestió moderna. Té un màster en història per la Universitat de Leiden i un màster en cultura mediterrània per la Universitat Lliure d'Amsterdam, va ensenyar història a la mateixa universitat i va treballar com a arxiver empleat pel govern holandès, abans de convertir-se en un dels fundadors de l'escola d'història Livius Onderwijs.

## Obres
- Bedrieglijk echt. Oude papyri, moderne controverses (2020; "Falsely Genuine. Ancient Papyrus, Modern Debate", Utrecht: Omniboek, ISBN 9789401916783
- Xerxes in Griekenland. De mythische oorlog tussen Oost en West (2019; "Xerxes in Greece. The Mythical War between East and West"), Utrecht: Omniboek, ISBN  9789401916509
- Wahibre-em-achet en andere Grieken. Landverhuizers in de Oudheid (2019; "Wahibre-em-achet and Other Greeks. Migrants in Antiquity"), Utrecht: Omniboek, ISBN  9789401915847
- Het visioen van Constantijn (2018; "The vision of Constantine"), amb Vincent Hunink, Utrecht: Omniboek, ISBN 9789401913096
- De Rand van het Rijk. De Romeinen en de Lage Landen (2010; "Edge of the Empire. The Romans and the Low Countries"); amb Arjan Bosman
- Spijkers op laag water. Vijftig misverstanden over de Oudheid (2009; "Fifty common errors about Antiquity");
- Vergeten erfenis. Oosterse wortels van de westerse cultuur (2009; "Lost Legacy. Eastern Roots of Western Civilization");
- Oorlogsmist. Veldslagen en propaganda in de Oudheid (2006; "Fog of War. Ancient Battles and Battle Narratives");
- Polderdenken. De wortels van de Nederlandse overlegcultuur (2005; "The Roots of the Dutch Consensus Culture");
- Alexander de Grote. De ondergang van het Perzische rijk, (2004, "Alexander the Great. The Demise of the Persian Empire");
- Stad in marmer. Gids voor het antieke Rome aan de hand van tijdgenoten (2002; "The Marble City. Literary Travel Guide of Ancient Rome");
- Archeologie van de futurologie (2000; "A History of Futurology");
- De randen van de aarde. De Romeinen tussen Schelde en Eems (2000; "The Edges of the Earth. The Romans in the Low Countries");
- Een interim-manager in het Romeinse Rijk. Plinius in Bithynië (1999; "An Interim-Manager in the Roman Empire. Pliny in Bithynia")